# Måns Söderqvist
Måns Oskar Söderqvist  (8 februari 1993) is een Zweeds voetballer, die uitkomt voor Trelleborgs FF.

## Carrière

### Kalmar FF
Söderqvist begint zijn profcarrière bij Kalmar FF, dat hem scout bij het nabijgelegen Emmaboda IS. In 2010 maakt hij voor het eerst zijn opwachting in een competitiewedstrijd van Kalmar FF. In de daaropvolgende seizoenen ontwikkelt Söderqvist zich steeds verder. Geregeld krijgt hij van trainer Nanne Bergstrand een basisplaats. In 2014 beleeft de middenvelder zijn definitieve doorbraak. In 27 wedstrijden komt hij tien keer tot scoren.

### Hammarby IF
Met ingang van het seizoen 2015 komt Söderqvist uit voor Hammarby IF, waar hij wordt herenigd met trainer Nanne Bergstrand. De club is een jaar daarvoor kampioen geworden op het tweede niveau in Zweden.

### Terugkeer naar Kalmar FF
Het verblijf van Söderqvist bij Hammarby blijft beperkt tot anderhalf seizoen. Op 8 juli wordt bekend dat de middenvelder terugkeert naar Kalmar FF.. Zo productief als in zijn eerste periode is hij echter niet meer. In drie en een half seizoen komt Söderqvist tot 52 wedstrijden, waarin hij slechts 4 keer scoort.

### Trelleborgs FF
Söderqvist vertrekt na afloop van het seizoen 2019 bij Kalmar FF. Op 13 januari 2020 tekent hij een contract bij Trelleborgs FF.

## Loopbaan
| seizoen | club           | land   | competitie  | wed. | goals |
| ------- | -------------- | ------ | ----------- | ---- | ----- |
| 2010    | Kalmar FF      | Zweden | Allsvenskan | 1    | 0     |
| 2011    | Kalmar FF      | Zweden | Allsvenskan | 11   | 0     |
| 2012    | Kalmar FF      | Zweden | Allsvenskan | 17   | 1     |
| 2013    | Kalmar FF      | Zweden | Allsvenskan | 22   | 5     |
| 2014    | Kalmar FF      | Zweden | Allsvenskan | 27   | 10    |
| 2015    | Hammarby IF    | Zweden | Allsvenskan | 26   | 2     |
| 2016    | Hammarby IF    | Zweden | Allsvenskan | 7    | 1     |
| 2016    | Kalmar FF      | Zweden | Allsvenskan | 13   | 2     |
| 2017    | Kalmar FF      | Zweden | Allsvenskan | 3    | 0     |
| 2018    | Kalmar FF      | Zweden | Allsvenskan | 19   | 1     |
| 2019    | Kalmar FF      | Zweden | Allsvenskan | 17   | 1     |
| 2020    | Trelleborgs FF | Zweden | Superettan  | 20   | 0     |
| Totaal  | Totaal         | Totaal | Totaal      | 183  | 23    |